# 三里庵街道
三里庵街道，是中华人民共和国安徽省合肥市蜀山区下辖的一个乡镇级行政单位。

## 行政区划
三里庵街道下辖以下地区：
梅山路社区、绩溪路社区、二里街社区、竹荫里社区、杏林社区和龙河路社区。